# Selección de korfbal de Gales
La selección de korfball de Gales, a menudo denominado Welsh Korfball Squad (WKS), está dirigido por la Asociación Galesa de Korfball, y representa a Gales en la competición internacional de korfball. El Welsh Korfball Squad entró en su primera competencia de clasificación IKF en 2007, después de que el equipo nacional de korfball de Gran Bretaña se disolviera para producir tres equipos: Inglaterra, Gales y Escocia. Gales es un miembro plenamente reconocido de la Federación Internacional de Korfball y actualmente ocupa el puesto 18 en el mundo.
Jugaron el Campeonato del Mundo por primera y única vez en 2011, tras la retirada de Hungría. En 2006 alcanzaron el tercer lugar en los Juegos de la Mancomunidad de Korfball.

## Participaciones

### Campeonato Mundial de Korfbal
| Año   | Resultado                          | Pos.                               |
| ----- | ---------------------------------- | ---------------------------------- |
| 1978  | Jugaron como parte de Gran Bretaña | Jugaron como parte de Gran Bretaña |
| 2007  | Jugaron como parte de Gran Bretaña | Jugaron como parte de Gran Bretaña |
| 2011  | Fase de grupos                     | 15°                                |
| 2015  | No clasificó                       | No clasificó                       |
| 2019  | No clasificó                       | No clasificó                       |
| 2023  | Por determinar                     | Por determinar                     |
| 2027  | Por determinar                     | Por determinar                     |
| Total | 0 títulos                          | 1/11                               |

### Campeonato Europeo de Korfbal
| Año   | Resultado                          | Pos.                               |
| ----- | ---------------------------------- | ---------------------------------- |
| 1998  | Jugaron como parte de Gran Bretaña | Jugaron como parte de Gran Bretaña |
| 2006  | Jugaron como parte de Gran Bretaña | Jugaron como parte de Gran Bretaña |
| 2010  | Por el 9° al 12°                   | 11°                                |
| 2014  | Por el 9° al 16°                   | 16°                                |
| 2016  | No participó                       | No participó                       |
| 2018  | No participó                       | No participó                       |
| 2021  | Por determinar                     | Por determinar                     |
| Total | 0 títulos                          | 2/8                                |

### Korfball European Bowl
| Año   | Resultado    | Pos.         |
| ----- | ------------ | ------------ |
| 2005  | No participó | No participó |
| 2007  | Campeón      | (Oeste)      |
| 2009  | Campeón      | (Oeste)      |
| 2013  | Final        | (Este)       |
| Total | 2 títulos    | 3/4          |

### Juegos de la Mancomunidad
| Año  | Resultado    | Pos.              |
| ---- | ------------ | ----------------- |
| 2006 | Tercer lugar | Medalla de bronce |

## Jugadores

### Equipo actual
| - Julie Prosser - Ruth Campbell - Kiera Evans - Bethan Phillips - Helen Davies | - Ellie Johnston - Alice Hunter - Nick Wilkins - Leo Comerford | - Jordan Evans - Osian Nixon - Andrew May - James Wilcox |

Director técnico:  Jess Davies

## Estadísticas

### Más participaciones
Los jugadores con el mismo número de partidos se clasifican en orden cronológico de alcanzar el hito.
| #  | Nombre               | Periodo   | Tapas | Metas | Posición    |
| -- | -------------------- | --------- | ----- | ----- | ----------- |
| 1  | Nick Wilkins         | 2005-2019 | 71    | 131   | Sin cambios |
| 2  | Ruth Campbell Barbir | 2007-2019 | 59    | 72    | 1           |
| 3  | John Williams        | 2006-2018 | 56    | 61    | 1           |
| 4  | Ramzi Barbir         | 2005-2018 | 49    | 93    | Sin cambios |
| 5  | Zoe Rose             | 2006-2017 | 48    | 10    | Sin cambios |
| 6  | Carla Bennett        | 2010-2018 | 47    | 54    | Sin cambios |
| 7  | Kevin Jones          | 2005-2015 | 42    | 59    | Sin cambios |
| 8  | James Wilcox         | 2013-2019 | 39    | 79    | Sin cambios |
| 9  | Bethan Phillips      | 2013-2019 | 37    | 27    | 1           |
| 10 | Dave Buckland        | 2005-2013 | 35    | 64    | 1           |

### Más goles
Los goleadores con el mismo número de goles se clasifican con la cantidad de goles por partido de mayor a menor.
| #  | Nombre               | Periodo   | Metas | Tapas | Posición    | Promedio |
| -- | -------------------- | --------- | ----- | ----- | ----------- | -------- |
| 1  | Nick Wilkins         | 2005-2019 | 131   | 71    | Sin cambios | 1,85     |
| 2  | Ramzi Barbir         | 2005-2018 | 90    | 50    | Sin cambios | 1,80     |
| 3  | James Wilcox         | 2013-2019 | 79    | 39    | 1           | 2,03     |
| 4  | Ruth Campbell Barbir | 2007-2019 | 72    | 59    | 1           | 1,22     |
| 5  | Dave Buckland        | 2005-2013 | 64    | 35    | Sin cambios | 1,83     |
| 6  | John Williams        | 2006-2018 | 61    | 56    | Sin cambios | 1.09     |
| 7  | Kevin Jones          | 2005-2015 | 59    | 42    | Sin cambios | 1,40     |
| 8  | Carla Bennett        | 2010-2018 | 54    | 47    | Sin cambios | 1,15     |
| 9  | Bethan Phillips      | 2013-2019 | 27    | 37    | 1           | 0,73     |
| 10 | Steve Jones          | 2005-2007 | 25    | 10    | 1           | 2,50     |